# Diaphorus africus
Diaphorus africus är en tvåvingeart som beskrevs av Octave Parent 1924. Diaphorus africus ingår i släktet Diaphorus och familjen styltflugor. Inga underarter finns listade i Catalogue of Life.